# Duco (voornaam)
Duco is een Germaanse voornaam, die tweeledig is van oorsprong en bestaat uit de stamvormen liud (volk) en wolf. 
De naam kan dus verklaard worden als wolf onder het volk, wolfsvolk of wolfslieden.
Varianten van de naam zijn Doede, Doeke, Doetse en Doedke.

## Bekende naamgenoten
- Duco Abspoel, Nederlands journalist
- Duco Bauwens, Nederlandse televisiepresentator
- Duco Gerrold Rengers Hora Siccama, Nederlands rechtshistoricus en -filosoof
- Duco Gerrolt Rengers van Farmsum, Nederlands politicus
- Duco van Haren (1688-1742), Nederlands grietman (Weststellingwerf)
- Duco van Haren (1747-1801), Nederlands grietman (het Bildt)
- Duco Hoogland, Nederlands politicus
- Doecke Martena, Fries vrijheidsstrijder
- Duco Peskens, pseudoniem van E. du Perron
- Duco de Rijk, Nederlands gitarist bij Zen
- Duco Sickinghe, Nederlandse ondernemer
- Duco Wilhelm Sickinghe (1656-1681), stalmeester en kapitein des Gardes van Hendrik Casimir II van Nassau-Dietz
- Duco Wilhelm Sickinghe, Nederlands militair en bestuurder
- Duco Johannes Storm Buijsing, Nederlands waterbouwkundige
- Duco Telgenkamp, Nederlands hockeyer

## Fictieve naamgenoten
- Duco, een personage in de film Total loss gespeeld door Roef Ragas.

- Duco, hoofdpersoon in het jeugdboek Duco's gevleugelde dromen van H.J. van Nijnatten-Doffegnies

- Duco,  hoofdpersoon in het boek Het jongetje Duco van Hennie....

- Duco
- Duco (naam)
- Duco (voornaam)
- Duco Abspoel
- Duco Bauwens
- Duco Gerold Rengers Hora Siccama
- Duco Gerrold Rengers Hora Siccama
- Duco Gerrolt Rengers van Farmsum
- Duco Hoogland
- Duco Johannes Storm Buijsing
- Duco Peskens
- Duco Sickinghe
- Duco Telgenkamp
- Duco Wilhelm Sickinghe
- Duco van Haren
- Duco van Haren (1747-1801)
- Ducor
- Ducor (Californië)
- Ducorps' kaketoe
- Ducorps-kaketoe
- Ducorps kaketoe
- Ducos
- Ducos (Martinique)
- Ducove
- Ducové